# Achaea ezea
Achaea ezea is een vlinder van de familie van de spinneruilen (Erebidae). De wetenschappelijke naam van deze soort is voor het eerst voorgesteld als Noctua ezea door Pieter Cramer in een publicatie uit 1779.
De soort komt voor in tropisch Afrika waaronder Gambia, Guinee, Sierra Leone, Liberia, Ivoorkust, Ghana, Nigeria, Kameroen, Equatoriaal-Guinea, Sao Tomé en Principe, Gabon, Congo-Brazzaville, Congo-Kinshasa, Kenia en Zuid-Afrika.